# Impeachment nos Estados Unidos

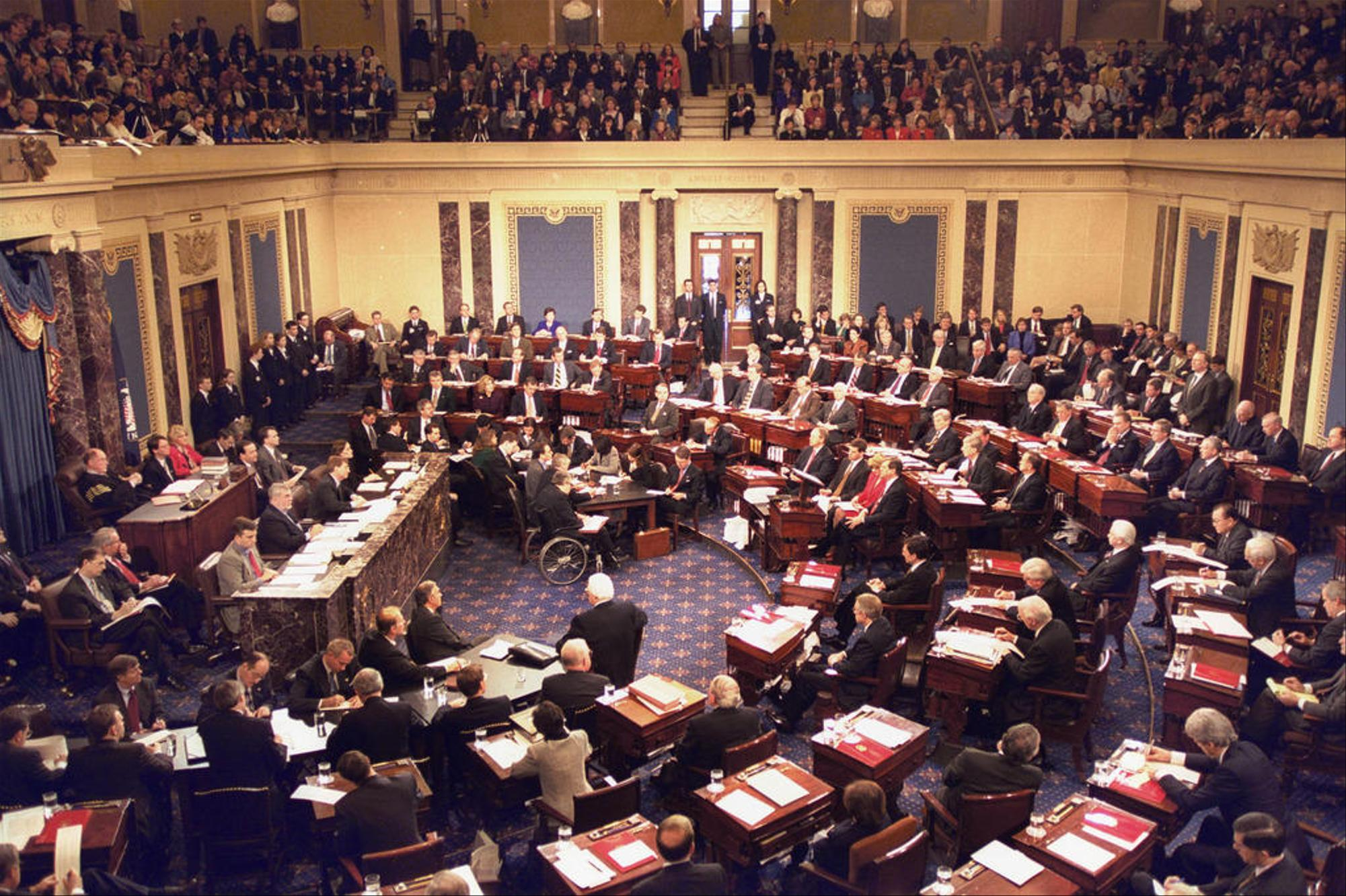
Processo de impeachment do presidente Bill Clinton em 1999

Nos Estados Unidos, a impugnação (em inglês:  impeachment) é um dos poderes plenos da legislatura federal que permite modificações formais, ou cassação de mandato, contra um ocupante de cargo público por crimes previstos na constituição do país. A maioria dos processos de cassação de mandato têm sido por crimes cometidos quando em exercício do mandato, apesar de que em casos excepcionais o Congresso dos Estados Unidos votou pela cassação de indivíduos por crimes anteriores à vida política ou ao presente encargo público. De fato, o processo de julgamento e a subsequente cassação de um oficial público difere do impeachment em si.
Ao longo da história do país, alguns presidentes foram julgados em processos de impugnação, sendo Andrew Johnson, Bill Clinton e Donald Trump os únicos cassados pela Câmara dos Representantes - apesar de absolvidos pelo Senado. O processo de impugnação contra Richard Nixon foi tecnicamente suspenso já que este renunciou antes da votação pelo Congresso. Até a presente data, nenhum presidente estadunidense sofreu processo de impugnação ou foi removido do cargo.
A impugnação é análoga ao indiciamento nos procedimentos jurídicos regulares; o julgamento por uma das câmaras da legislatura é análogo ao julgamento por um tribunal regular. Tipicamente, a câmara baixa da legislatura vota pela cassação do mandato enquanto a câmara alta conduz o processo de julgamento.
A nível federal, o Artigo II da Constituição dos Estados Unidos afirma que: "O Presidente, o Vice-Presidente e todos os funcionários civis dos Estados Unidos poderão ser destituídos das suas funções por motivo de acusação, e condenação, por traição, suborno ou outros altos crimes e delitos." A Câmara dos Representantes detém o poder de voto sobre estes casos, enquanto o Senado é incumbido de julgar em todos os níveis do processo de cassação. O incumbente do cargo é notificado e removido imediatamente após a aprovação do Senado. Durante o processo de Nixon, em 1973, a Suprema Corte decidiu que o sistema judiciário federal não poderia julgar casos de alta instância.

## História

### Processos abertos
Em destaque estão os Presidentes dos Estados Unidos.
| #  | Data de abertura        | Nome                    | Nome                  | Cargo | Acusação | Resultado |
| -- | ----------------------- | ----------------------- | --------------------- | --- | --- | --- |
| 1  | 7 de julho de 1797      |                         | William Blount        | Senador pelo Tennessee                                                                                        | Conspirando para ajudar a Grã-Bretanha na captura do território espanhol | O Senado o expulsou sem um processo em 8 de julho de 1797. A Câmara aprovou artigos de impeachment em 28 de janeiro de 1798. No final do julgamento em 11 de janeiro de 1799, o Senado votou que eles não tinha jurisdição. |
| 2  | 2 de março de 1803      |                         | John Pickering        | Juiz (Nova Hampshire)                                                                                         | Embriaguez e decisões ilegais | Condenado em 12 de março de 1804. |
| 3  | 12 de março de 1804     |                         | Samuel Chase          | Associado de Justiça da Suprema Corte                                                                         | Viés político e decisões arbitrárias, promovendo uma agenda política partidária na corte.                                                                                    | Absolvido em 1º de março de 1805. |
| 4  | 24 de abril de 1830     |                         | James H. Peck         | Juiz (Missouri)                                                                                               | Abuso de poder. | Absolvido em 31 de janeiro de 1831. |
| 5  | 6 de maio de 1862       |                         | West Hughes Humphreys | Juiz (Distritos de Tennessee )                                                                                | Apoiando a Confederação | Condenado em 26 de junho de 1862. |
| 6  | 24 de fevereiro de 1868 |                         | Andrew Johnson        | Presidente dos Estados Unidos                                                                                 | Violação da Lei de Posse do Escritório. A Suprema Corte declararia posteriormente que a (então revogada) Lei de Posse do Escritório era inconstitucional.[carece de fontes?] | Absolvido em 26 de maio de 1868 ; 35–19 a favor da condenação, aquém de dois terços. |
| 7  | 28 de fevereiro de 1873 |                         | Mark W. Delahay       | Juiz (Distrito de Kansas)                                                                                     | Embriaguez | Renunciou em 12 de dezembro de 1873. |
| 8  | 2 de março de 1876      |                         | William W. Belknap    | Secretário de Guerra dos Estados Unidos (renunciou antes da votação de impeachment)                           | Corrupção | Renunciou em 2 de março de 1876; absolvido em 1º de agosto de 1876 |
| 9  | 13 de dezembro de 1904  |                         | Charles Swayne        | Juiz (Distrito Norte da Flórida)                                                                              | Não morar em seu distrito, abuso de poder | Absolvido em 27 de fevereiro de 1905. |
| 10 | 11 de julho de 1912     |                         | Robert W. Archbald    | Justiça Associada (Tribunal de Comércio dos Estados Unidos) Juiz (Tribunal de Apelações do Terceiro Circuito) | Aceitação indevida de presentes de litigantes e advogados | Condenado; removido e desqualificado em 13 de janeiro de 1913. |
| 11 | 1 de abril de 1926      |                         | George W. English     | Juiz (Distrito Leste de Illinois)                                                                             | Abuso de poder | Renunciou em 4 de novembro de 1926, processo encerrado em 13 de dezembro de 1926. |
| 12 | 24 de fevereiro de 1933 |                         | Harold Louderback     | Juiz (Distrito Norte da Califórnia)                                                                           | Corrupção | Absolvido em 24 de maio de 1933. |
| 13 | 2 de março de 1936      |                         | Halsted L. Ritter     | Juiz (Distrito Sul da Flórida)                                                                                | Champerty , corrupção, sonegação fiscal, exercício da advocacia enquanto juiz                                                                                                | Condenado em 17 de abril de 1936. |
| 14 | 22 de julho de 1986     |                         | Harry E. Claiborne    | Juiz (Distrito de Nevada)                                                                                     | Evasão fiscal | Condenado em 9 de outubro de 1986. |
| 15 | 3 de agosto de 1988     |                         | Alcee Hastings        | Juiz (Distrito Sul da Flórida)                                                                                | Aceitar suborno e cometer perjúrio durante a investigação resultante | Condenado em 20 de outubro de 1989. |
| 16 | 10 de maio de 1989      |                         | Walter Nixon          | Juiz Chefe (Distrito Sul do Mississippi)                                                                      | Perjúrio | Condenado em 3 de novembro de 1989. |
| 17 | 19 de dezembro de 1998  |                         | Bill Clinton          | Presidente dos Estados Unidos                                                                                 | Perjúrio e obstrução da justiça | Absolvido em 12 de fevereiro de 1999: 45–55 por perjúrio e 50–50 por obstrução à justiça. |
| 18 | 19 de junho de 2009     |                         | Samuel B. Kent        | Juiz (Distrito Sul do Texas)                                                                                  | Agressão sexual e obstrução da justiça durante a investigação resultante | Renunciou em 30 de junho de 2009, processos arquivados em 22 de julho de 2009. |
| 19 | 11 de março de 2010     |                         | Thomas Porteous       | Juiz (Distrito Leste da Louisiana)                                                                            | Fazer falsas divulgações financeiras, corrupção. | Condenado em 8 de dezembro de 2010. |
| 20 | 18 de dezembro de 2019  |                         | Donald Trump          | Presidente dos Estados Unidos                                                                                 | Abuso de poder e obstrução do Congresso | Absolvido em 5 de fevereiro de 2020: 48-52 sobre abuso de poder e 47-53 sobre obstrução do Congresso. |
| 21 | 13 de janeiro de 2021   | Incitação à insurreição | Donald Trump          | Presidente dos Estados Unidos                                                                                 | Absolvido em 13 de fevereiro de 2021: 57–43 em favor da condenação por incitamento à insurreição, caindo 10 votos a menos de dois terços.                                    | |